# Siegmund Kaznelson
Siegmund Kaznelson (geboren 17. Mai 1893 in Warschau, Russisches Kaiserreich; gestorben 20. März 1959 in Jerusalem; auch Siegmund Katznelson) war ein Jurist, Redakteur, Autor und Verleger, der als zionistischer Aktivist hervortrat und insbesondere das deutsche Judentum seit der Emanzipationszeit in seinem Hauptwerk Juden im deutschen Kulturbereich (1934) dokumentierte.

## Leben
Siegmund Kaznelsons Vater war Distriktarzt in Bobruisk gewesen und starb 1895 in Warschau. Die Mutter zog nach Gablonz, wo Kaznelson 1911 das Abitur machte. Er war seit seiner Gymnasialzeit überzeugter Zionist und hatte schon in jungen Jahren Kontakt zu Robert Weltsch, dessen ältere Schwester Lisa er später heiratete. 1911 fuhren beide zum 10. Zionistenkongress nach Basel, 1913 war er mit Lisa bei Zionistenkongress in Wien. Weltsch überzeugte Kaznelson von der Notwendigkeit, Hebräisch zu lernen. 
An der Deutschen Universität Prag begann Kaznelson, Jura zu studieren. Von 1913 bis 1917 war er zugleich Redakteur der zionistischen Wochenzeitschrift Die Selbstwehr und schrieb von nun an vornehmlich unter dem Pseudonym „Albrecht Hellmann“. Da er als Staatenloser während des Ersten Weltkriegs nicht eingezogen wurde, konnte er neben der publizistischen Tätigkeit weiterstudieren und promovierte Ende 1918 in Prag. 
1920 folgte die Übersiedlung nach Berlin. Dort war er Redakteur der von Martin Buber herausgegebenen Monatsschrift Der Jude. Die von 1768 bis 1772 von Gottfried Selig sowie ab 1832 von Gabriel Riesser herausgegebenen Zeitschriften hatten denselben Namen getragen, waren aber vollkommen anders konzipiert. In Berlin wurde Kaznelson außerdem Direktor des Jüdischen Verlags, den er mit ambitionierten Buchprojekten zum Erfolg führte. Zu nennen sind hier vor allem das fünfbändige Jüdische Lexikon, die zwölfbändige Talmud-Ausgabe Goldschmidts und Dubnows zehnbändige Weltgeschichte des jüdischen Volkes. 1931 gründete er in Palästina eine Tochtergesellschaft des Jüdischen Verlags, die The Jewish Publishing House Ltd.
1937 emigrierte er nach Jerusalem. Von 1939 bis 1940 war er der Administrator der von Robert Weltsch herausgegebenen, wöchentlich in Paris erscheinenden Jüdischen Welt-Rundschau (JWR). Die JWR wurde in Jerusalem produziert, in Paris gedruckt und von dort aus bis zur Einstellung des Blattes im Mai 1940 in über 60 Länder vertrieben. Vorgängerin der JWR war die 1938 verbotene Berliner Jüdische Rundschau. Die JWR war zeitweilig das wichtigste Sprachrohr des deutschen Zionismus und ein Forum zur Sammlung und Unterstützung der verstreuten jüdischen Emigranten, gestaltet von ehemaligen Vertretern der Zionistischen Vereinigung für Deutschland und nach Palästina emigrierten Redakteuren der Jüdischen Rundschau.

## Werk

### Biographisches Handbuch zum deutschen Judentum

#### Entstehungsgeschichte
Heute noch von großem Wert ist Kaznelsons Ende 1934 fertiggestelltes, durchaus in apologetischer Absicht und zur Verteidigung der jüdischen Ehre konzipiertes Sammelwerk Juden im deutschen Kulturbereich. Das Buch ging zurück auf eine Idee des Leopold Ullstein (1906–1995) aus dem Jahr 1933. Ullstein war jüngeres Mitglied der bekannten Zeitungs- und Buchverlegerfamilie und damals Partner des Rowohlt-Verlages. Er hatte einen Entwurf für das Buch ausgearbeitet, die Bearbeitung der einzelnen Fachgebiete an diverse Mitarbeiter übergeben und war an Kaznelson in dessen damaliger Eigenschaft als Direktor des Jüdischen Verlages herangetreten. Kaznelson war von dem Konzept überzeugt und stellte sofort seine Mitarbeit zur Verfügung.
Wie wenig sich Kaznelson zu diesem Zeitpunkt noch von der durch die nationalsozialistischen Begrifflichkeiten vorgegebenen Rassenlehre und ihren Schlussfolgerungen gelöst hatte, zeigt sein Vorwort zur 1. Auflage: Das Kriterium, das für die Aufnahme und Auswahl der in diesem Werke genannten Persönlichkeiten als maßgebend galt, war nicht die bloße konfessionelle Zugehörigkeit, sondern die jetzt in Deutschland geltende und gesetzlich festgelegte Rassenangehörigkeit. Das Buch schließt also ebenso Juden wie Judenstämmlinge in den Kreis seiner Betrachtungen ein.
Das Buch wurde durch das Geheime Staatspolizeiamt in Berlin „zur Wiederherstellung der öffentlichen Sicherheit und Ordnung“ verboten und die vorhandenen Exemplare beschlagnahmt. Die Begründung lautete: „Der unbefangene Leser muss bei der Lektüre des Werkes den Eindruck gewinnen, dass die gesamte Deutsche Kultur bis zur nationalsozialistischen Revolution nur von den Juden getragen worden sei. Der Leser erhält ein ganz falsches Bild über die wahre Betätigung, insbesondere die zersetzende Tätigkeit der Juden in der Deutschen Kultur. Hinzu kommt, dass sattsam bekannte jüdische Schieber und Spekulanten dem Leser als Opfer ihrer Zeit dargestellt werden und ihre schmutzige Tätigkeit auch noch beschönigt wird. Ich weise in dieser Hinsicht auf Seite 170 und insbesondere auf Seite 175 (Gebrüder Rotter) hin. Ferner werden Juden, die als Staatsfeinde hinreichend bekannt sind (Lassalle, Hilferding, Georg Bernhardt, Leopold Schwarzschild u. a. m.), als hervorragende Träger der ‚Deutschen Kultur‘ hingestellt.“
Nach Ende des Dritten Reichs erschien das Buch 1959 in zweiter Auflage als enzyklopädisches Handbuch des deutschen Judentums, das die Zeit seit der Emanzipation bis 1933 umfasst. Im von Richard Willstätter schon für die erste Auflage verfassten Vorwort heißt es: Das vorliegende Werk sucht ein wahrhaftes geschichtliches Bild von dem Anteil zu zeichnen, den die deutschen Juden an den kulturellen Leistungen ihres Vaterlands in der Zeitspanne von „Nathan der Weise“ bis zum Verlust der Gleichberechtigung hatten. 
Die zweite Auflage, die Kaznelson selbst nicht mehr vollenden konnte, trug eine Vorbemerkung von Robert Weltsch. Die dritte und letzte Auflage erschien 1962 unter der Ägide von Weltsch.
Siegmund Kaznelson hatte mehr als zwanzig Jahre seines Lebens für dieses Werk hergegeben – für diese von ihm selbst nach dem Krieg so genannte „Schlussbilanz des deutschen Judentums“.
Das Buch ist sorgfältig bearbeitet und von geringfügigen Fehlern abgesehen sehr zuverlässig.

#### Mit-Verfasser
Die Buchausgabe von 1959 gliedert sich in 45 Abschnitte, die neben Kaznelson selbst jeweils von einem anderen Autor verantwortet werden. 
- Literatur / Arthur Eloesser
- Bildende Künste / Max Osborn
- Anhang: Photographie / Max Osborn
- Kunstsammler / Karl Schwarz
- Kunsthandel und Antiquariat / Karl Schwarz
- Verlag und Buchhandel / Siegmund Kaznelson
- Schaffende Musiker / Oswald Jonas
- Nachschaffende Musiker / Rudolf Kastner
- Theater / Fritz Engel
- Film / Rudolf Arnheim
- Philosophie / Harald Landry
- Psychoanalyse und Individualpsychologie / Harald Landry
- Psychologie / Franziska Baumgarten-Tramer
- Anhang: Naturwissenschaftliche Erkenntnistheorie / Georg Alter
- Katholische und protestantische Theologie / Siegmund Kaznelson
- Pädagogik und Sozialpädagogik / Hilde Ottenheimer
- Philologie / Leonore Goldschmidt
- Geschichtswissenschaft / Carl Misch
- Geographie / Felix A. Theilhaber
- Mathematik / Paul Kuhn
- Astronomie / Paul Kuhn
- Physik / Hadrian Stahl
- Atomwissenschaft / Reuben Thieberger
- Chemie / Charlotte Politzer
- Botanik und Pflanzenphysiologie / Rudolf Keller
- Zoologie und Tierphysiologie / Hans Kalmus
- Medizin / Martin Gumpert und Alfred Joseph
- Tierheilkunde / Richard Kantorowicz
- Politik / Carl Misch
- Rechtswissenschaft / Max Pinn
- Volkswirtschaft und Soziologie / Ernst Noam
- Technik / Ludwig Karpe
- Wirtschaft: I. Finanzwesen / Daniel Bernstein
- Wirtschaft: II. Handel und Industrie / Daniel Bernstein
- Heer und Marine / Siegmund Kaznelson
- Soziale Arbeit / Hilde Ottenheimer
- Gemeinnützige Stiftungen / Hilde Ottenheimer
- Gesellschafts-Kultur / Paul Landau
- Schach / Jacques Mieses
- Sport / Willy Meisl und Felix Pinczower
- Wissenschaft des Judentums / Joseph Meisl
- Deutsche Juden in England / Norman Bentwich
- Deutsche Juden in Amerika / Hans Lamm
- Deutsche Juden im Palästina-Aufbau / Siegmund Kaznelson

### Beethoven-Forschung
Nach dem Zweiten Weltkrieg trug Kaznelson maßgeblich zur Erforschung von Beethovens Unsterblicher Geliebter und der Fernen Geliebten bei, deren in der Musikliteratur lange umstrittene Identität er mit Josephine Brunsvik und Rahel Varnhagen angab. Diese Arbeiten wurden als erster Band eines umfassenden Werkes publiziert, das den Titel Das wandelnde Geheimnis mit dem Untertitel Tatsachen und Prophezeiungen aus dem Zeitalter der jüdischen Emanzipation trug, weiter Bände erschienen nicht.

## Schriften
- Zionismus und Völkerbund. Jüdischer Verlag, Berlin 1922.
- Siegmund Kaznelson (Hrsg.): Juden im deutschen Kulturbereich. Ein Sammelwerk, mit einem Geleitwort von Richard Willstätter. Jüdischer Verlag, Berlin 1934
  - 2., stark erweiterte Ausgabe, 1959
  - 3. Ausgabe mit Ergänzungen und Richtigstellungen, 1962 (Digitalisat)
- The Palestine problem and its solution - a new scheme. Jewish Publishing House, Jerusalem 1946
- Beethovens Ferne und Unsterbliche Geliebte (= Das wandelnde Geheimnis. Tatsachen und Prophezeiungen aus der Zeitalter der jüdischen Emanzipation Band 1). Zürich 1954
- Jüdisches Schicksal in deutschen Gedichten. Eine abschliessende Anthologie. Jüdischer Verlag, Berlin 1959